# 文宣民
文 宣民（ムン・ソンミン 1992年6月9日 - ）は、韓国・ソウル特別市出身のサッカー選手。Kリーグ1・FCソウル所属。ポジションはFW（ウイング）。

## 経歴
2012年にスーペルエッタンのエステルスンドFKのマネージャーを務めたグレアム・ポッターの目にとまり、エステルスンドと契約した。一時期はホームシックにかかり帰国するなどしたが、81試合に出場し10ゴールを挙げたことで、2014年にクラブとの契約延長をつかみとった。
2015年7月17日、アルスヴェンスカンのユールゴーデンIFに期限付き移籍した。その後、完全移籍を果たすが2016年11月25日に契約満了によりチームを退団。
2016年12月8日、Kリーグ1・仁川ユナイテッドFCに完全移籍した。入団した理由として、「"選手として、まだ韓国サッカーを経験していない "と思っていました。チャンスがあればKリーグに挑戦しようと思っていました。当時、金度勲前監督と仁川から話があり、その後、李基珩監督からも移籍の話がありました。喜んで韓国行きの飛行機に乗りました」と語っている。また、クラブの副キャプテンに任命された。
2019年1月15日、全北現代モータースに完全移籍する事が発表された。
2020年シーズンを前に、兵役義務により軍部のクラブである尚州尚武FCに入隊したことが発表された。2021年7月6日、軍服務を終えて全北現代に復帰。
2025年1月1日、FCソウルへの移籍が発表された。

### 代表
2018年5月、韓国代表に初めて選出された。同年6月、2018 FIFAワールドカップに出場する韓国代表のメンバーに選出された。2018 FIFAワールドカップではメキシコ戦、ドイツ戦の2試合に出場した。
2025年6月23日、EAFF E-1サッカー選手権2025に参加する韓国代表のメンバーに選出され、久々の代表復帰を果たした。

## 私生活
- 彼がサッカー選手になりたいと思わせた理由として、幼少期に見た2002 FIFAワールドカップを挙げている[10]。海外滞在中、英語に堪能で、スウェーデン語も少し理解できる[11]。

- 2018年6月、仁川ユナイテッドFCの長年のサポーターであるオ・ヘジとの結婚を発表した[12]。二人の間には娘がいる[13]。

- 韓国の人気YouTuberであるGAMST（英語版）が考案した「管制塔ダンス」をゴールパフォーマンスとして披露しており、トレードマークとなっている。全北現代モータース在籍時の2022年8月22日、AFCチャンピオンズリーグ2022準々決勝でヴィッセル神戸を延長戦の末に3-1で下した試合でも、終了間際にゴールを挙げて管制塔ダンスを披露した[14]。

## 代表歴

### 出場大会
- 韓国代表
  - 2018 FIFAワールドカップ

### 試合数
- 国際Aマッチ 16試合 2得点（2018年-）[15]

| 韓国代表 | 国際Aマッチ | 国際Aマッチ |
| 年       | 出場        | 得点        |
| -------- | ----------- | ----------- |
| 2018     | 11          | 2           |
| 2019     | 3           | 0           |
| 2020     | 0           | 0           |
| 2021     | 0           | 0           |
| 2022     | 0           | 0           |
| 2023     | 2           | 0           |
| 2024     |             |             |
| 通算     | 16          | 2           |